# Bosch Car Service

Logo, seit 1999

Bosch Car Service ist ein weltweit agierendes Werkstattkonzept der Robert Bosch GmbH. Mit über 15.000 Partner-Werkstätten in rund 150 Ländern zählt es zu den größten markenunabhängigen freien Werkstattnetzen weltweit. Das Netzwerk richtet sich sowohl an Autofahrer als auch an Geschäftskunden mit Flottenfahrzeugen und bietet ein umfassendes Leistungsspektrum rund um Wartung, Reparatur und Diagnose für alle Marken und Modelle  – unabhängig vom Fahrzeughersteller.

## Geschichte
Der Aufschwung der Motorisierung zu Beginn der 1920er Jahre hatte neben dem allmählich zunehmenden Verkehrschaos auch andere Auswirkungen. Viele Autofahrer hatten kaum Kenntnisse, wie das Automobilzubehör in ihre Wagen einzubauen oder auszutauschen war. In diese Marktlücke stieß Robert Bosch 1921 mit der Gründung eines Kundenservice – dem Bosch-Dienst und der Eröffnung der ersten „Einbau- und Reparatur-Werkstätte der Robert Bosch AG“ im Hamburger Autohaus, der Fa. Max Eisenmann & Co. Der Name „Bosch-Dienst“ und auch ein eigenes Warenzeichen, die „Bosch-Dienst-Laterne“, wurden fünf Jahre später angemeldet. Die ersten Bosch-Dienste hatten zunächst die Aufgabe, Bosch-Produkte wie Magnetzünder, Anlasser oder Batterien in den Fahrzeugen nachzurüsten und zu warten. Zu dieser Zeit gab es in Deutschland 20 Bosch-Dienste, die an den wichtigsten Knotenpunkten des Verkehrs eingerichtet worden waren, wie es in einem Bosch-internen Bericht von 1926 hieß.
Weitere Servicestationen im In- und Ausland folgten. Als 1930 das erste Verzeichnis erschien, das weltweit alle Werkstätten erfasste, war die Organisation auf 2.750 Bosch-Dienste angewachsen. Dies führte dazu, dass der Name Bosch rasch globale Verbreitung fand, was auch den Auf- und Ausbau von Vertretungen und Verkaufshäusern im Ausland erheblich begünstigte. In den Jahren nach dem Zweiten Weltkrieg stieg die Zahl der Bosch-Dienste kontinuierlich an, sodass es 1962 bereits 3.800 dieser Einrichtungen weltweit gab. Mit Gründung des Bosch-Dienstes „Peter Müller & Söhne“ in Halle erreichte die Bosch-Dienst-Organisation 1992 schließlich die 10.000-Marke. Im Jahr 2010 arbeiteten weltweit über 15.000 Bosch Service Partnerbetriebe als Mehrmarken-Werkstatt.

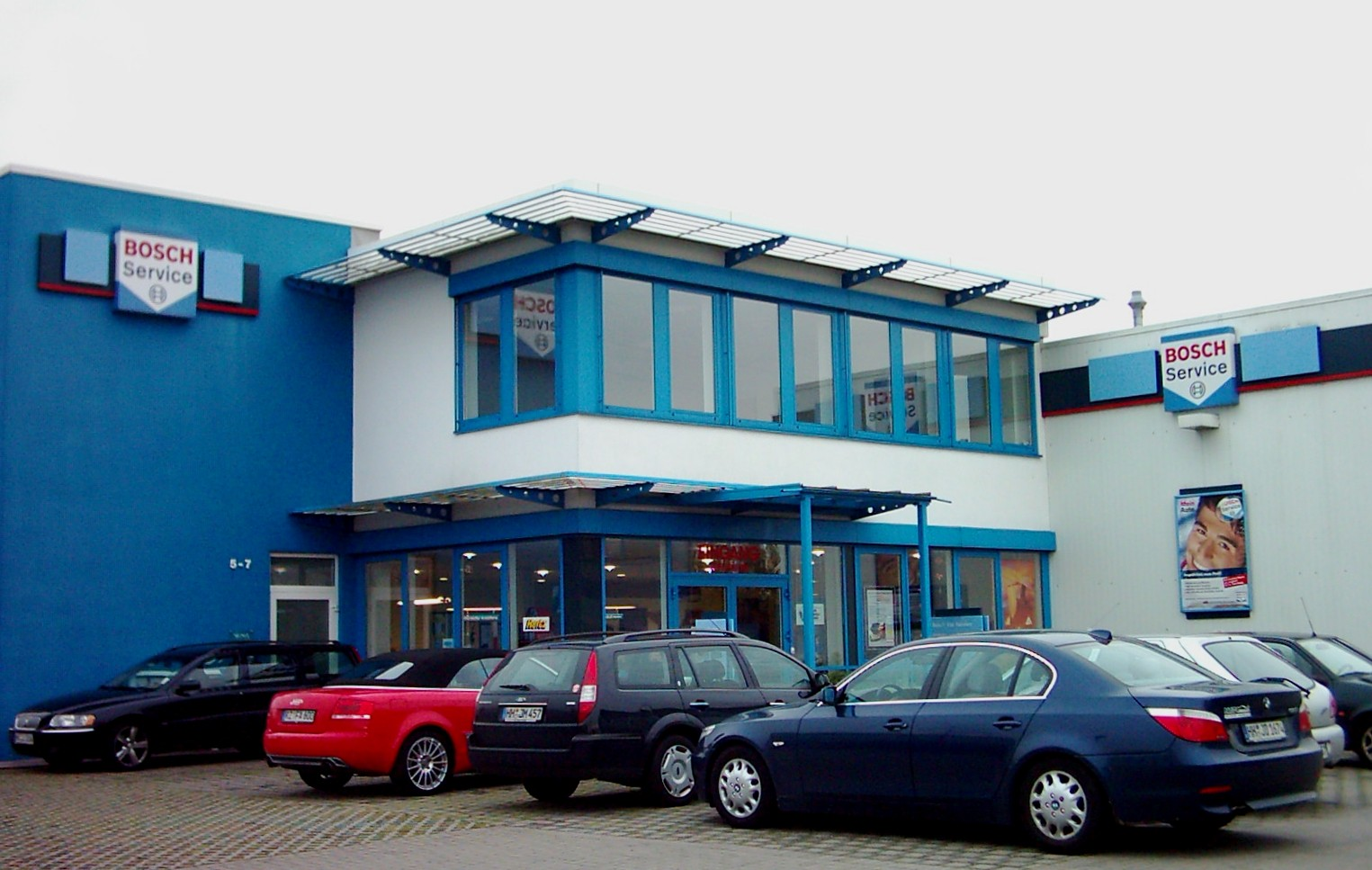
Bosch Service in Hamburg Rahlstedt (2006)

Eine zusätzliche Spezialisierung bei der Durchführung von Kraftfahrzeugreparaturen ergab sich durch den Anstieg der Zulassungen von dieselgetriebenen Kraftfahrzeugen in Europa. Mit der Erfindung der Einspritzpumpe für Dieselmotoren im Jahre 1927 und heute als einer der weltweit größten Hersteller von Dieselsystemen und -komponenten war Bosch maßgeblich am Erfolg des Dieselantriebs seit dem Beginn des 20. Jahrhunderts beteiligt. Die Gründung von Werkstattbetrieben, die sich auf die Reparatur und Instandsetzung von Dieselsystemen spezialisierten, war eine Konsequenz. Deswegen wird das Bosch Service Werkstattkonzept durch Bosch Diesel Center und Bosch Diesel Services ergänzt. Hier werden heute hauptsächlich Diesel-Einspritz-Systeme der neuen Generation wie zum Beispiel Common Rail Systeme und deren Einzelkomponenten instand gesetzt.
Im Laufe der Jahre wurde das Dienstleistungsangebot der Instandsetzung von elektrischen und mechanischen Bauteilen der Bosch-Dienste erweitert. Durch die Markteinführung des weltweit ersten serientauglichen Antiblockiersystems (ABS) im Jahre 1978 kamen Wartung und Reparatur von Sicherheits- und später auch von Komfortsystemen dazu. Mit dem Einzug der ersten elektronischen Bauteile in die Fahrzeuge wurde auch die genaue Diagnose mit entsprechender Prüftechnik ein wichtiger Bestandteil der täglichen Arbeit in den Bosch-Diensten. Seit den 1990er Jahren kamen die Prüfung und Diagnose von elektronischen Systemen hinzu. Dies schließt inzwischen Fahrzeuge mit Hochvolttechnik ein.